# Трупіал багамський
Трупіа́л багамський (Icterus northropi) — вид горобцеподібних птахів родини трупіалових (Icteridae). Ендемік Багамських Островів. До 2010 року вважався конспецифічним з кубинським, антильським і пуерто-риканським трупіалами. Вид названий на честь американського орнітолога Джона Ісаї Нортропа.

## Опис
Довжина птаха становить 20-22 см. Забаравлення переважно чорне, спина має коричнюватий або зеленуватий відтінок. Нижня частина грудей, живіт, гузка, нижня частина спини і надхвістя жовті, на крилах жовті плями. Першорядні покривні пера мають білі кінчики. Самиці є дещо блідішими за самців. У молодих птахів верхня частина тіла оливкова або оливково-сіра, нижня частина тіла і надхвістя зеленувато-жовті. З віком у молодих птахів обличчя і горло набуває чорного забарвлення, потім решта тіла. Очі темно-карі, дзьоб чорний, знизу біля основи сизий, лапи сизі.

## Поширення і екологія
Багамські трупіали раніше мешкали на островах Абако і Андрос, однак на початку 1990-х років вимерли на Абако. Вони живуть в усіх природних середовищах, представлених на Андросі, переважно в лісах карибської сосни, пальмових гаях, водно-болотних угіддях, рідше у вторинних заростях, на полях і плантаціях, трапляються в людських поселеннях. Живляться переважно комахами, а також плодами і нектаром. Сезон розмноження триває з березня по серпень з піком у трівні-липні.

## Збереження
МСОП класифікує цей вид як такий, що перебуває під загрозою зникнення. За оцінками дослідників. популяція багамських трупіалів становить від 2400 до 8400 дорослих птахів. Їм загрожує знищення природного середовища, катастрофічні урагани, такі як ураган Ендрю, що вплинув на вимирання птахів на Абако, а також хижащтво х боку інтродукованих кішок і гніздовий паразитизм з боку синіх вашерів.